# Esteve Nabona i Guarro
Esteve Nabona i Guarro   (Barcelona, 15 d'octubre de 1968) és un director coral català. Es va formar al Conservatori Superior de Música de Barcelona i és deixeble de direcció coral de Manuel Cabero., Pierre Cao i Joan Company.
Ha estat director de diversos cors, destacant el Cor Jove de l’Orfeó Català (2003-2022), el Cor de Cambra Ars Subtilior (1986-1992), el Cor Albada de l'Agrupació Cor Madrigal (1995-2007), el Cor Diaula (1993-1997), el Cor Jove del CEM de Terrassa (1998-2002) i l'Ensemble Vocal Cambra'16 (1998-2005). Entre els anys 2000 i 2006 va ocupar el càrrec de director assistent del Cor de Cambra del Palau de la Música Catalana. El 2009 va coordinar el projecte d'intercanvi de professors i directors de l'Escola Coral de l'Orfeó Català amb la Mehli Mehta Music Foundation de Bombai.
Entre els anys 2010 i 2015 va ser el director titular del Cor Jove dels Països Catalans i entre el 2010 i el 2022 director de l’Escola Coral de l’Orfeó Català i del projecte social de la Fundació Orfeó Català - Palau de la Música, Clavé XXI, que porta el cant coral a entitats i escoles a zones socialment vulnerables.

## Discografia
- Cor Jove de l'Orfeó Català; Nabona, Esteve; Vila i Casañas, Josep. El Mirador.  columna Música, 20-09-2011.
- Requiems de Mozart i Fauré. Cor Jove de l'Orfeó Català. Orquestra de Cambra Terrassa 48. Esteve Nabona, director. Columna Música, 2013.
- Guinovart: Musicals. Albert Guinovart, piano. Cor Jove de l'Orfeó Català. Orquestra Simfònica Camera Musicae. Esteve Nabona, director. Palau Records, 2015.